# Kasteel Broechemhof

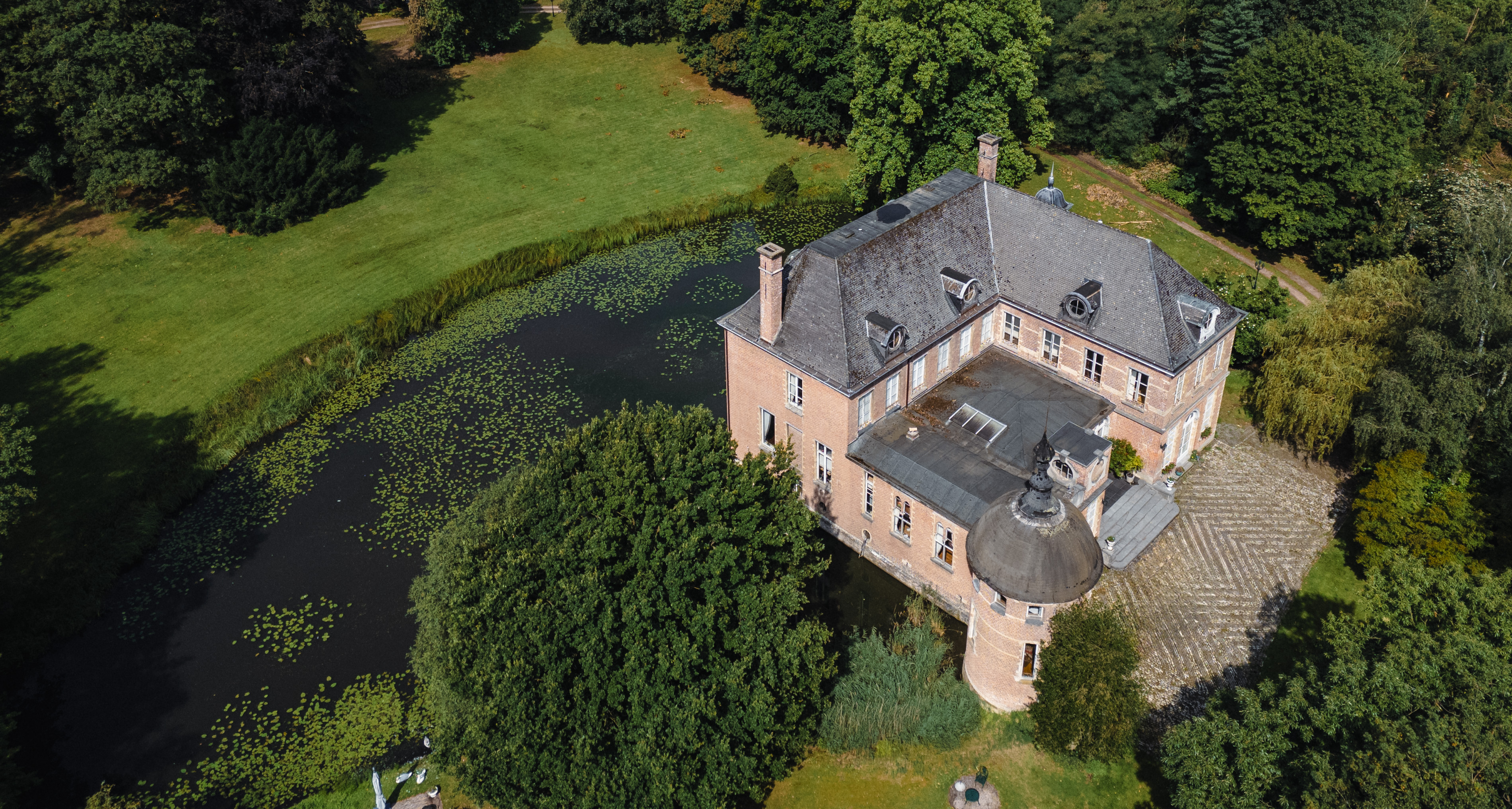
Hof van Broechem

Het Kasteel Broechemhof is een kasteel in de tot de Antwerpse gemeente Ranst behorende plaats Broechem, gelegen aan Broechemhof 10.

## Geschiedenis
De geschiedenis gaat terug tot de 16e eeuw toen het een waterkasteel was, in bezit van de familie van Oost, wat leidde tot de naam:  't huys van Oosten. Het wisselde in de 17e eeuw herhaaldelijk van eigenaar tot het in 1649 in bezit kwam van Philips le Roy die heer was van Broechem en Oelegem. Deze liet het kasteel slopen en op een deel van de fundamenten liet hij een nieuw kasteel bouwen. Zijn zoon Jacques le Roy was de auteur van Castella et praetoria nobilium Brabantiae, waarin tal van kastelen in het hertogdom Brabant waren afgebeeld.
Uiteindelijk werd het kasteel verkocht aan Louis van Colen en vervolgens aan de families respectievelijk de Neuf en de Fraula. Omstreeks 1790 werd het kasteel in opdracht van Jean Charles Antoine de Fraula verbouwd in Lodewijk XVI-stijl. De de Fraula's bleven tot 1868 in bezit van het kasteel. In 1877 kwam het goed aan Emile Moretus de Bouchout en in 1923 aan Lodewijk Gilles de Pelichy. In 1927-1930 werden in opdracht van deze eigenaar nog enkele verbouwingen verricht.
Uiteindelijk werd het Albertkanaal ten noorden van het kasteel aangelegd. Vanaf 1948 was het kasteel onbewoond en in 1951 werd het aangekocht door de Société métallurgique Hainaut-Sambre, samen met 114 ha grond, met de bedoeling hier een industrieterrein te vestigen. Dit plan ging niet door en het kasteel werd weer verkocht, maar in 1958 werd direct ten noorden ervan de autoweg A13 aangelegd. Hierdoor werden de oorspronkelijke toegangsdreven doorsneden.

## Gebouw
Het kasteel heeft een rechthoekige plattegrond en omvat delen uit 1650 en 1790, uit de 19e eeuw en uit de eerste helft van de 20e eeuw. Er is een hoektoren met uivormige spits. De kern van het gebouw bestaat uit het volledige kasteel van 1650.
Ten oosten van het kasteel zijn dienstgebouwen te vinden, ook van omstreeks 1650 stammend: portierswoning, knechtenverblijven, paardenstallen en koetshuis.

## Interieur
Het kasteel heeft een aantal binnenruimtes die nog geheel in Lodewijk XVI-stijl zijn ingericht.

## Park
Het park is een tuin in Engelse landschapsstijl. Het bevat diverse in- en uitheemse boomsoorten. In het domein vindt men nog de kasteelhoeve, een ommuurde boomgaard en een met hagen omgeven moestuin.